# Jeppe Illum
Jeppe Illum (25 maart 1992) is een Deens voetballer die speelt als middenvelder.

## Carrière
Illum speelde bij de jeugd van verschillende Deense ploegen; Karrebæk IF, Herlufsholm GF, Næstved IF en Silkeborg IF. Voor deze laatste maakte hij zijn profdebuut en speelde hij meer dan 100 wedstrijden. In 2016 trok hij naar Naestved BK waar hij meteen basisspeler werd, na een seizoen vertrok hij naar Vendsyssel FF. Bij deze club speelde hij regelmatig tot in 2019 toen hij in korte tijd twee keer werd uitgeleend aan Naestved BK en aan FC Roskilde. Aan het einde van het seizoen vertrok hij naar het Noorse Arendal Fotball waar hij in 2020 transfervrij vertrok. Hij ging spelen voor Holbæk B&I nadat hij een tijdje zonder club had gezeten.
Illum speelde acht wedstrijden voor de jeugdelftallen van zijn land waarin hij twee keer kon scoren.